# Mitologia dels Pirineus

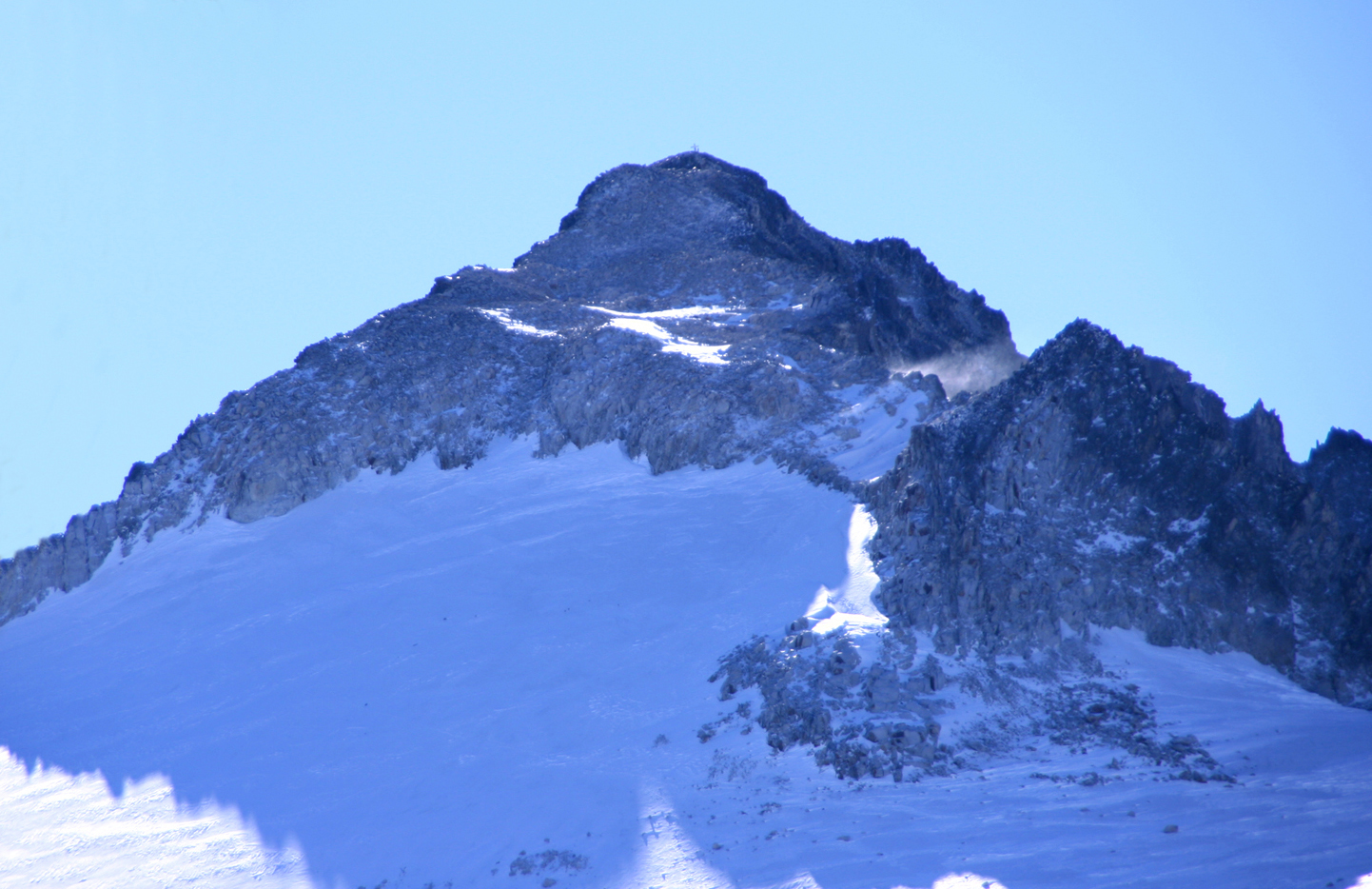
El cim de l'Aneto, un gegant adormit segons la mitologia aragonesa

La mitologia dels Pirineus és el conjunt de religions, tradicions i supersiticions present a la serralada pirinenca.
Segons la mitologia grega, els Pirineus els creà Heracles, en amuntegar pedres per enterrar la seva amant, la princesa Pirena. Els Pirineus és aleshores una tomba esperitada que ha heretat el nom del seu ocupant.
Dos factors contraris, específics del Pirineu, han afectat el desenvolupament d'una mitologia arrelada i complexa. En efecte, la serralada és alhora un lloc de pas des de la prehistòria i un indret molt aïllat per la seua condició muntanyenca. Això ha protegit les tradicions del massís i endarrerit l'avenç de la religió cristiana i en general, de la modernitat. Hi ha proves de cultes molt antics, per exemple els Cròmlech de Donibane Garazi, i també de déus locals. Aquests cultes són relacionats amb les tradicions celtes i gal·les, però sobretot amb les basques (a la prehistòria un grup que ocupava la major part de la serralada). Moltes d'aquestes deïtats foren assimilats pel panteó religiós romà, un costum molt típic arreu de l'imperi.

## Assimilació i persecució
Amb l'arribada del cristianisme, les tradicions paganes no s'esvaeixen, sinó que s'hi assimilen. Moltes esglésies incorporen símbols pagans com el basc lauburu i estels. Mentrestant, els megàlits continuaren sent objecte de culte fins al segle xix.
Però a partir del segle xii i fins pràcticament al segle xx l'Església començà a "depurar" les heretgies. La més profunda croada per extirpar l'heretgia era la croada albigesa, tanmateix motivada tant per la política com pel fervor religiós, que acabà amb els càtars, i de retruc, amb Occitània. Aquesta persecució tingué efectes profunds: als Pirineus, un home salvatge s'anomena "iretges" (heretges).
Així doncs, les deïtats paganes perderen força a favor de figures fantàstiques que no suposaven cap conflicte amb la cultura cristiana. Aquestes figures prenien vida sobretot entre els pastors com a protecció del mal. D'aquesta manera la superstició precristiana no feia més que enllaçar amb el nouvingut cristianisme, creant llegendes que, mentre incorporen el tret cristià d'un Déu judicial i sever, no deixaven de fer servir els caràcters de sempre com els gegants i donets. En forma d'exemple, al pirineu català trobem la llegenda dels Encantats, dos caçadors fugits de missa en busca d'un isard i que, en ser maleïts, es transformaren en pedra.
A continuació hi ha una relació dels elements més estesos de la mitologia pirinenca.

## Deïtats prehistòriques
- Mari (deessa): divinitat important per als bascos prehistòrics.
- Sugaar (d'altres noms: Sugar, Sugoi, Maju) és la meitat mala d'una deïtat precristiana basca associada amb l'oratge o mal temps. Està casat amb Mari.
- Jaun Zuria (El senyor blanc).
- Jaunagorri, sovint associat amb el diable.

## Gegants

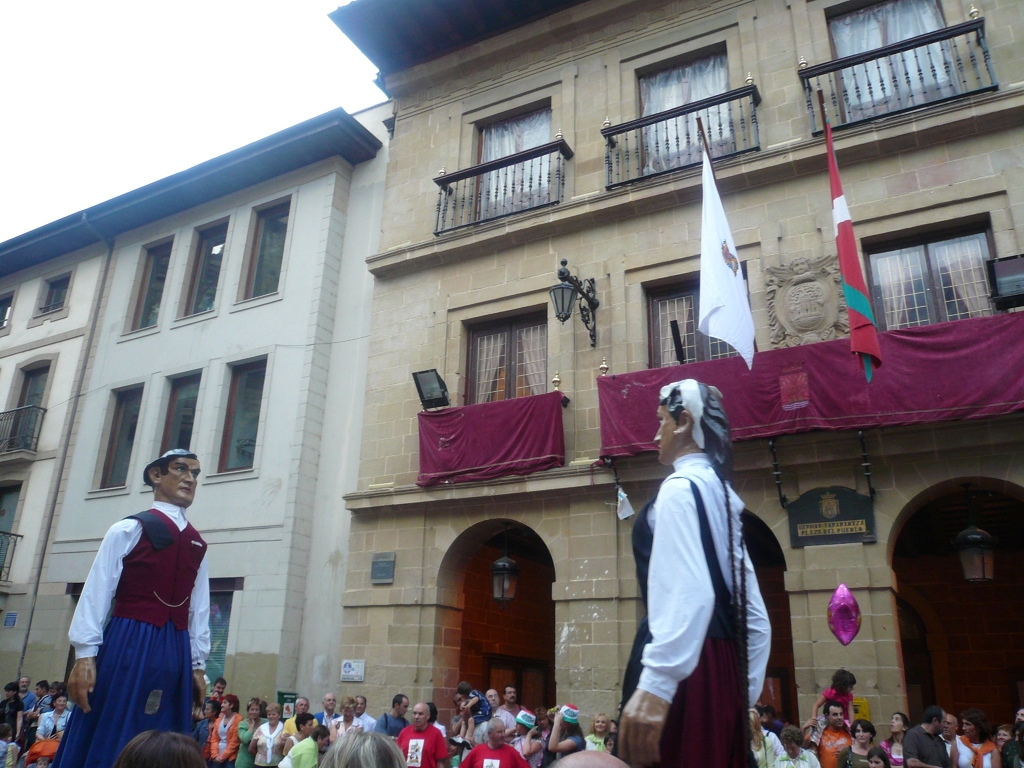
Gegants al País Basc.

Segons la mitologia basca, els gegants són els constructors dels menhirs, dòlmens i cromlecs. Més generalment, els gegants són els responsables de la creació de roques inusuals, valls, penya-segats, i fins i tot muntanyes (els mateixos Pirineus són una tomba construïda per Heracles, segons la mitologia grega).
La figura del gegant és tan arrelada en les mitologies de les nacions nascudes dels Pirineus, que fins i tot trobem els mateixos contes de gegants presents al massís tan lluny com al País Valencià. Açò s'explica per la històrica repoblació d'aquest país per gent del pirineu de català occidental (vegeu història del País Valencià).
També cal destacar la festa dels gegants, on es disfressa de gegants (normalment humans, de vegades animals). És una festa molt catalana, però curiosament reapareix al País Basc gairebé idèntica (per exemple a Donostia).

## Bruixes

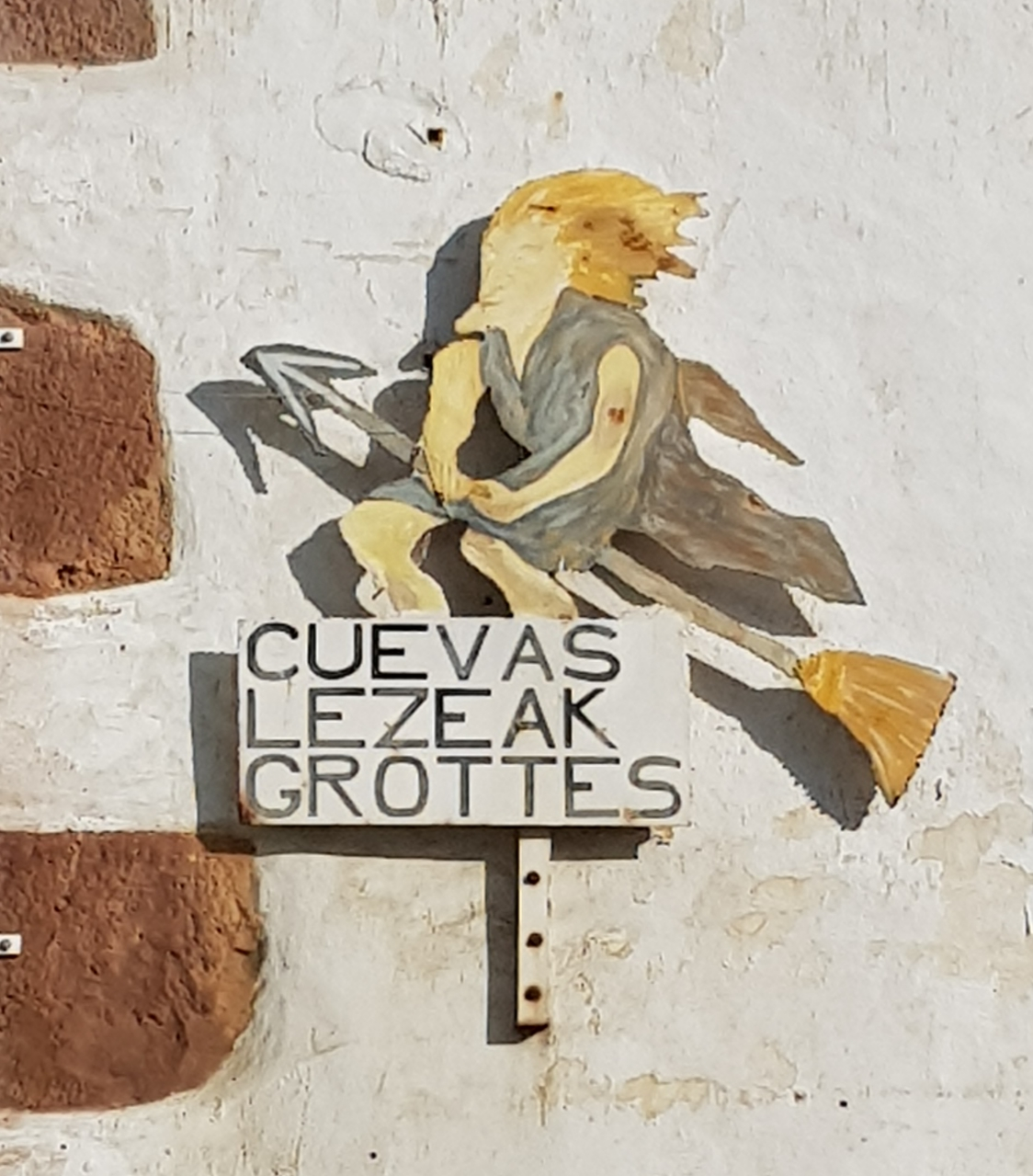
Bruixa basca en un rètol indicador de les coves de Zugarramurdi

La figura de la bruixa és molt estesa als Pirineus. Tant és així que molts pobles tenen la bruixa com a símbol (per exemple Vilafranca de Conflent), i al poble basc de Zugarramurdi hi ha un museu de les bruixes. Segons la creença popular, es reuneixen al cim del Tretzevents, al Canigó, i des d'allà criden les pedregades colpejant amb un pal tres vegades damunt l'estany de Calandrà. A Pedraforca, mentrestant, salten i ballen per sobre les argelagues el dia de Sant Silvestre (31 de desembre).
La denúncia com a bruixa destaca com un dels elements de la persecució religiosa duta a terme per la Inquisició. Moltes dones moriren per no combregar amb les idees de l'església, mentre les creences paganes d'altres foren interpretades com a bruixeria.

## Natura esperitada
El mateix misticisme converteix moltes muntanyes en déus o esperits, com el Puigmal o l'Aneto, que segons els habitants de la vall de Benasc brama a les nits "per no haver ajudat a Jesús". Igualment trobem una alta quantitat de rius i boscos encantats, o habitats per esperits, follets o d'altres criatures.
- A la Cerdanya i el Ripollès el pericó és l'esperit del ferro. Malgrat ser molt petit, amb el foc s'enfada i es fa un gegant.

- El pare llop, a la mitologia catalana, és aquell que té poder sobre els llops i els utilitza per fer maldats, com atacar el ramat d'algú.

- A la Garrotxa, el pare de la neu és un ésser que controla la neu.

## Figures mítiques del bosc i el camp

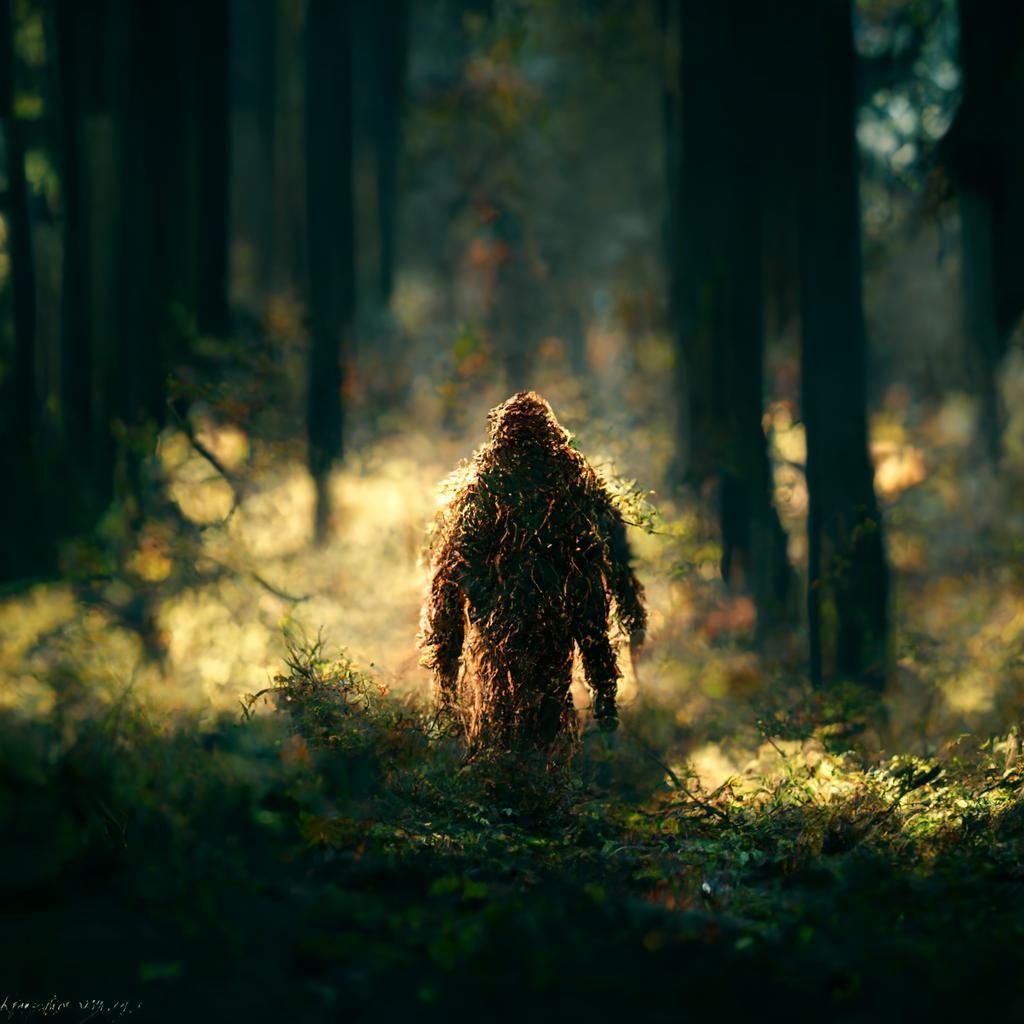
Representació d'un Basajaun

- Minairons: a l'Alta Ribagorça en diuen diablorins; al Pallars, a Andorra i a l'Alt Urgell, reben el nom de minairons —amb les variants de manairons o menairons—; i encara, en altres indrets meridionals, més allunyats del Pirineu, són coneguts per femiliars. Tots aquests noms es refereixen a uns mateixos éssers diminuts que algú guarda tancats dintre d'un canut d'agulles. Els minairons neixen de l'herba menaironera, anomenada també Herba de Sant Joan, ja que floreix i grana la nit del solstici d'estiu. Creix en coves de molta fondària guardades per gegants i dracs que només deixen passar al punt de mitjanit de Sant Joan. La llegenda diu que moltes de les tarteres del Pirineu han estat obres d'aquests follets, quan el seu amo havia obert per descuit o accident l'ampolleta o canut i desesperat per les seves amenaces ("què farem, què direm?") els ordenava aplegar en un punt determinat totes les pedres dels rodals. A la Seu d'Urgell dins del marc "el Món Màgic de les Muntanyes" durant les festes de Nadal, els Minairons en són els principals protagonistes i són els responsables d'organitzar el Tió de la Freita (o el Caga Tió).

- Lamina: (fon. : /lamiŋa/, forma indeterminada lamin, plural laminak) o lamiña és un ser o esperit de la natura present a la mitologia basca. Aquests éssers es troben típicament en grups, i especialment al bosc i als rius. Són relacionats amb els minairons en que són industriosos, sent els responsables de la construcció de molts ponts al pirineu basc. No tenen una forma, genere o nom concreta (varia segons la zona). Sovint són descrits com a follets. Vegeu també mairu.

- Basajaun o Baxajaun (plural : Basajaunak, femení : Basaandere, Basa Andere, Basandere) és una antiga raça humana d'homes corpulents, peluts i salvatges que viu als Pirineus, en especial a la forest d'Irati. Serien aquests qui construïren els megàlits de la zona i eren també coneixedors de l'art de la màgia. Basajaun significa "senyor del bosc", o "senyor salvatge". És un nom per un ésser típic de moltes cultures tradicionals, especialment de muntanya (vegeu yeti, almasty, Joan de l'Os…)[2]

- Aloja o Dona d'aigua: Una criatura que es pot transformar en aigua, present a Occitània, el País Basc i Catalunya. Habiten als estanys i només se'n poden veure sense perill el dia de Sant Joan. Els estanys on es banyen poden bullir de ràbia quan s'hi submergeix un estrany.

- Tamarro: Una bèstia que la gent del Pallars intenten caçar amb un sac i l'esquerp de dues pedres.

## Mitologia cristiana

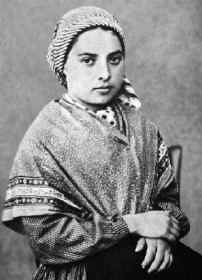
Bernadeta Soubirous

Als herois de la mitologia grega i romana, no era si no un pas a la creença en els herois de la mitologia cristiana: els sants i les santes. L'aparició del cristianisme no és una ruptura radical amb els rituals i creences del Pirineu, sinó una adaptació. l'Església s'encarrega de construir-hi els seus temples per damunt dels temples pagans.
Els sants i santes oriünds, llegendaris o reals, són un reflex de la societat rural del massís: pastors conversos, com Sant Urbici de Nocito de l'Alt Aragó, o bé eixits del caliu d'invasions estrangeres i sotmesos al martiri, com Sant Aventí de Larbost a Comenge. Les llegendes de martiri es reparteixen entre les que d'època romana i la de la invasió musulmana, els dos pobles identificats com a anticristians. També màrtirs de l'època arriana, on els conflictes entre cristians s'accentuaren: els sants Gaudenci de Comenge, Volusià de Tours, Eudald de Ripoll, etc.
Altres foren soldats o combatents en temps de guerra: Calixt i Mercurial d'Osca, Visori de Labuerda, Vidià d'Aliscans (a Martras Tolosana. Una bona part, finalment, eren religiosos (sacerdots, bisbes, etc.) i compten amb un bon nombre de llegendes: Lleó de Carentan, Grat d'Oloron, Bertran de Comenge, Lliceri de Coserans, Valeri de Coserans o Geronci d'Hagetmau, entre d'altres. Encara que Sant Martí de Tours no fos pirinenc, una tradició ha donat el seu nom a l'os dels Pirineus.
Accidents o particularitats físiques d'alguns llocs (roques amb formes, senyals d'erosió que semblen empremtes, etc.) han donat lloc a llegendes relacionades amb el pas o la intervenció de sants o éssers sobrenaturals, com Sant Miquel arcàngel o sants que lluiten contra el diable.
Els camins de pelegrinatge, sobretot el Camí de Sant Jaume, contribuïren a exportar i difondre nombroses llegendes de sants. Destaquen les romeries, pelegrinatges anuals a l'ermita o cova santa on hauria viscut un sant local. Són celebrades les aparicions de la Mare de Déu, nombroses als Pirineus, i han donat lloc a un dels pelegrinatges més importants del món, el de la Mare de Déu de Lorda i santa Bernadeta Sobirós.
En canvi, hi ha una sèrie de sants oficialment reconeguts però gens populars, les víctimes catòliques, directes o indirectes, de l'episodi càtar: generalment inquisidors morts pels aldarulls populars, com els inquisidors massacrats a Avinhonet o el beat Pere de Cadireta.

## Llegendes del Pirineu
Malgrat que la majoria d'aquestes llegendes segurament provenen de la prehistòria, no significa que no en neixen de noves. Tal és el cas amb la Bretxa de Rotllan, un pas de muntanya suposadament obert a tall d'espasa (el mític Durandal) per en Rotllan durant la seua batalla amb el gegant "moro" Ferragut. Es basa en el fet real de la batalla de Roncesvalls al 778. Dins la mitologia dels Pirineus en general, tant al País Basc com a l'Aragó i Catalunya, els "moros" són uns personatges fabulosos presents en tota mena de llegendes i se'ls atribueix la construcció de megàlits, dòlmens i cromlecs. La frase «això és del temps dels moros» es fa servir popularment per a expressar una gran antiguitat, una època primitiva.
Si voleu saber-ne més coses podeu consultar qualsevol novel·la de Pep Coll: "Muntanyes maleïdes", "Què farem, què direm", "El salvatge dels Pirineus", ""Viatge al Pirineu fantàstic", "Quan Judes era fadrí i sa mare festejava", "La bruixa del Pla de Beret", "El secret de la moixernera" entre d'altres.

## Pervivència de la mitologia pirinenca

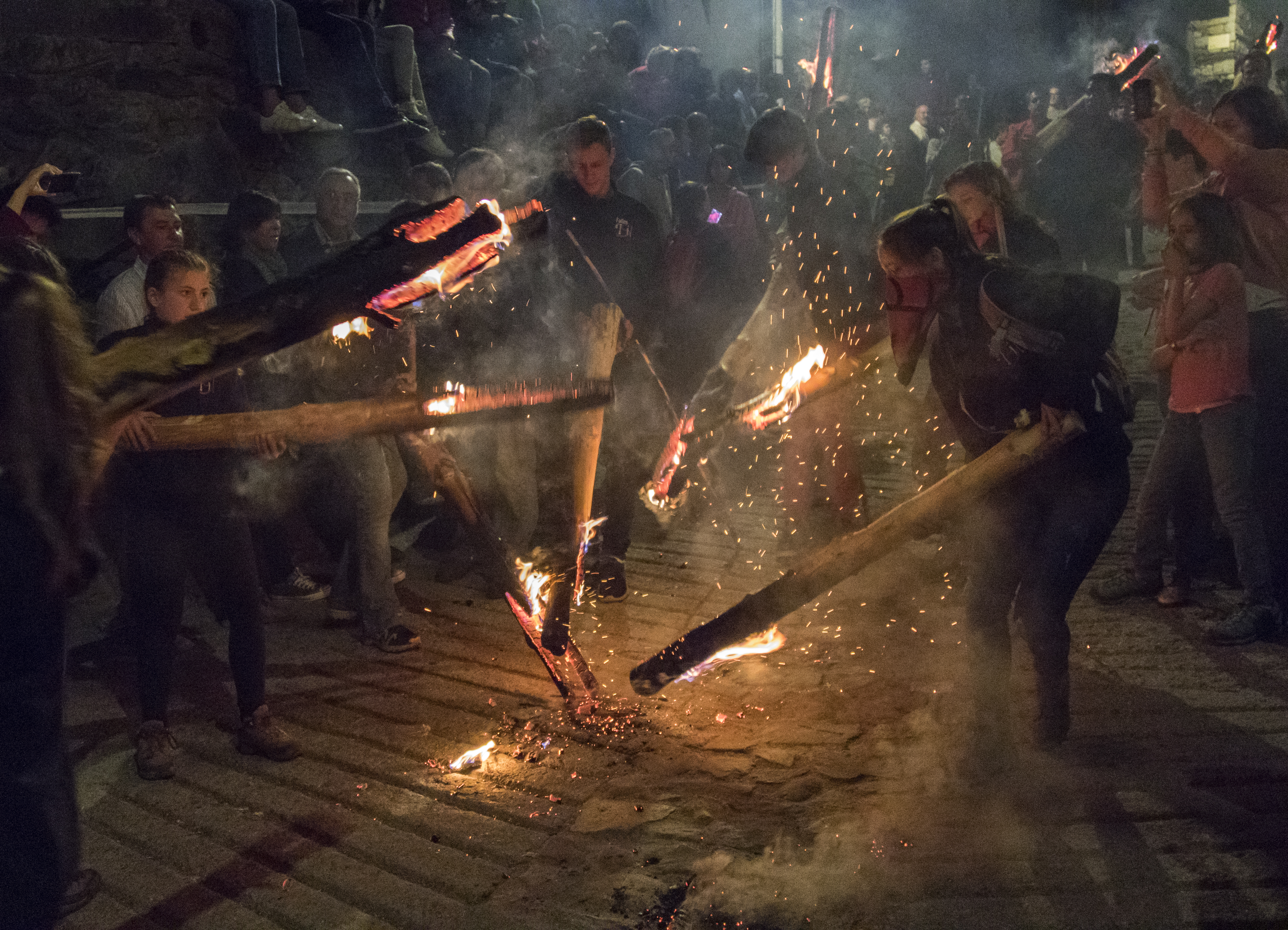
Fallaires a Isil la Nit de Sant Joan

Fins avui en dia, les festes paganes tenen forta significació als Pirineus, com és el cas de la Nit de Sant Joan estesa a tot el pirineu oriental, les múltiples festes basques de procedència mil·lenària, o les Falles del Pallars.

## Estudis
Hi ha hagut relativament pocs estudis sobre la mitologia pirinenca, especialment al vessant nord. El més destacat estudiós de la mitologia dels Pirineus en conjunt i la basca en concret és Olivier de Marliave, nascut a Arieja al País de Foix, escriptor de Trésor de la mythologie pyrénéenne publicat el 1987.